# Vivir con alegría
Vivir con alegría es una película argentina filmada en Eastmancolor dirigida por Palito Ortega según el guion de Abel Santa Cruz que se estrenó el 12 de julio de 1979 y que tuvo como actores principales a Luis Sandrini, Palito Ortega, Evangelina Salazar y Juan Carlos Altavista.

## Sinopsis
Un hombre encuentra al jubilarse una forma distinta de relacionarse con sus hijos.

## Reparto
- Luis Sandrini… Don Antonio Bataini
- Palito Ortega… Mariano Bataini
- Evangelina Salazar… Julieta
- Juan Carlos Altavista… Carozo
- Jorge Mayorano… Lauro Bataini
- Alicia Zanca… Silvia Bataini
- Guido Gorgatti… Basola
- Emilio Comte… Federico
- Raquel María Álvarez… Amanda
- Carlos Balá… Policía (cameo)
- Rodolfo Onetto... Amigo de don Antonio
- Juan Carlos de Seta… Mozo discoteca
- Ricardo Morán… Presentador Luna de Cristal
- Roberto Carnaghi... Mozo discoteca
- Enzo Bai
- Joaquín Galán… Integrante Luna de Cristal
- Joaquín Piñón… Médico
- Lucía Galán… Hija del almacenero Muleiro
- Zulma Grey… Enfermera
- Sergio Malbrán... Comisario
- Cayetano Biondo

## Comentarios
Néstor en Esquiú Color escribió:

«Excelente película. Divertida, amena y aleccionadora.»

GM en La Prensa opinó:

«Palito Ortega, director, da un paso importante: sale de la simplicidad de las primeras películas para internarse en la difícil sencillez. Un tema propicio…le facilita esta nueva línea estilística, y aunque no aprovecha el original, pues el guion preparado sobre aquella idea primera apela a los recursos más fáciles de la emoción, sale airoso merced a la colaboración de Sandrini.»

Manrupe y Portela escriben:

«De lo mejor de Ortega director, aquí por primera vez con Sandini, en un buen trabajo de su última época y a pesar de un libro sensiblero.»